# Gare du Grand-Pressigny
La gare du Grand-Pressigny  est une gare ferroviaire française (fermée) de la ligne de Port-de-Piles à Argenton-sur-Creuse, située sur le territoire de la commune du Grand-Pressigny, dans le département d'Indre-et-Loire, en région Centre-Val de Loire.
Elle est mise en service en 1885 par la Compagnie du chemin de fer de Paris à Orléans (PO). Elle est fermée au trafic voyageurs en 1940 par la Société nationale des chemins de fer français (SNCF), le trafic marchandises se poursuit jusqu'en 2005.

## Situation ferroviaire
Établie à 62 m d'altitude, l'ancienne gare du Grand-Pressigny est située au point kilométrique 301,317 de la ligne de Port-de-Piles à Argenton-sur-Creuse, entre les gares fermées d'Abilly et de Chaumussay. La ligne est totalement fermée et partiellement déclassée, seules les gares d'origine (Port-de-Piles) et d'aboutissement (Argenton-sur-Creuse) sont en service.

## Histoire
Suivant la loi du 20 novembre 1883, l'État doit réaliser l'ensemble des travaux d'infrastructure et superstructure de la ligne de Port-de-Piles à Preuilly avant de la livrer à la Compagnie du chemin de fer de Paris à Orléans (PO). En avril 1884, le préfet du département communique au Conseil général les informations données par l'ingénieur en chef Dupuis. Les travaux sont en voie d'être achevés, notamment le gros-œuvre des « débarcadères » (stations) est achevé. La station du Grand-Pressigny est mise en service par la Compagnie du PO, le 14 juin 1885, lorsqu'elle ouvre la ligne.
La nouvelle gare va rapidement voir l'arrivée d'un nouveau trafic en devenant une gare de jonction du réseau national de la Compagnie du PO avec le réseau du sud de l'Indre-et-Loire de la Compagnie de chemins de fer départementaux (CFD), lors de la mise en service, le 8 mai 1889, de la ligne à voie métrique du Grand-Pressigny à Esvres.
Dans les années 1940, la gare va voir disparaître une part de ses activités avec : la fermeture le 27 juin 1940, par la [Société nationale des chemins de fer français] (SNCF), du trafic voyageurs sur la section de la gare de Port-de-Piles à la gare du Blanc, et en 1949 avec la fermeture par la Compagnie CFD de sa ligne d'Esvre au Grand-Pressigny.
En 2011, le bâtiment voyageurs et des voies ferrées sont toujours présents.

## Service des voyageurs
La ligne et la gare sont fermées.